# Mazin Al-Kasbi
Mazin Masoud Darwish Al-Kasbi (Mascate, 27 aprile 1993) è un calciatore omanita, portiere del Fanja e della Nazionale omanita.

## Carriera

### Nazionale
Ha esordito in Nazionale nel 2012.